# Torneo Clausura 2021 Primera División (Guatemala)
El Torneo Clausura 2021 de Primera División será la edición número 34 de la máxima categoría de ascenso desde el cambio de formato en la temporada 2002-03; y servirá como inicio de la temporada 2020-21.

## Sistema de competición
La competición está dividida en dos fases: la fase de clasificación y la fase final.

### Fase de clasificación
Los 20 equipos participantes se dividen en 4 grupos de 5 equipos según cercanía geográfica, juegan todos contra todos a local y visitante durante 10 fechas. Al final de esta fase, los dos mejores equipos de cada grupo avanzan a los cuartos de final, es decir, la fase final.

### Fase final
En esta fase, los 8 equipos clasificados se ordenan en una tabla según su desempeño en la fase de clasificación, para definir los enfrentamientos, se usa el siguiente criterio:
- 1° vs 8°
- 2° vs 7°
- 3° vs 6°
- 4° vs 5°

Asimismo, el mejor clasificado de cada enfrentamiento juega el segundo partido en casa.
Tras jugar esta ronda, los cuatro equipos clasificados se ordenan de nuevo, realizando los enfrentamientos de esta manera:
- 1° vs 4°
- 2° vs 3°

Se utilizan los mismos criterios para esta fase.
Finalmente, los dos clasificados de esta ronda llegan a la final, el ganador de esta serie se proclama ganador del torneo.
Los dos equipos finalistas aseguran participar en los partidos por el ascenso a Liga Nacional al final de la temporada.

## Equipos participantes
| Grupo A              | Grupo A              | Grupo A                            | Grupo A                            | Grupo A   |
| Equipo               | Entrenador           | Ciudad                             | Estadio                            | Capacidad |
| -------------------- | -------------------- | ---------------------------------- | ---------------------------------- | --------- |
| CD Marquense         | Marvin Ruano         | San Marcos, San Marcos             | Marquesa de la Ensenada            | 10 000    |
| Plataneros La Blanca |                      | La Blanca, San Marcos              | Florencio Barrios                  | 500       |
| Quiché FC            | Carlos Romero        | Santa Cruz del Quiché, Quiché      | Municipal de Santa Cruz del Quiché | 4 000     |
| Deportivo San Pedro  | Francisco Melgar     | San Pedro Sacatepéquez, San Marcos | Estadio Municipal de San Pedro     | 4 000     |
| Xinabajul-Huehue     | Silvio Fernández     | Huehuetenango, Huehuetenango       | Los Cuchumatanes                   | 5 340     |
| Grupo B              |                      |                                    |                                    |           |
| Equipo               | Entrenador           | Ciudad                             | Estadio                            | Capacidad |
| Coatepecano I.B.     | Ronald Mora          | Coatepeque, Quetzaltenango         | Estadio Israel Barrios             | 21 000    |
| CD Nueva Concepción  | Mario Calderón       | Nueva Concepción, Escuintla        | José Luis Ibarra                   | 3 000     |
| CSD Puerto San José  | Nelson Cáceres       | Puerto San José, Escuintla         | Vicente Arévalo                    | 1 000     |
| CSD Sololá           | Marvin Hernández     | Sololá, Sololá                     | Estadio Xambá                      | 2 000     |
| CSD Suchitepéquez    | César Eduardo Méndez | Mazatenango, Suchitepéquez         | Carlos Salazar Hijo                | 10 000    |
| Grupo C              |                      |                                    |                                    |           |
| Equipo               | Entrenador           | Ciudad                             | Estadio                            | Capacidad |
| Chimaltenango FC     | Otto Rodríguez       | Chimaltenango, Chimaltenango       | Municipal de Chimaltenango         | 1 500     |
| Comunicaciones B     | Iván Franco Sopegno  | Ciudad de Guatemala                | Cementos Progreso                  | 17 500    |
| Deportivo Petapa     | Omar Rodríguez       | San Miguel Petapa, Guatemala       | Julio Armando Cobar                | 7 500     |
| Naranjeros Escuintla | Anderson Alvarado    | Escuintla, Escuintla               | Armando Barillas                   | 10 000    |
| Aurora FC            | Tomás González       | Ciudad de Guatemala                | Estadio del Ejército               | 12 000    |
| Grupo D              |                      |                                    |                                    |           |
| Equipo               | Entrenador           | Ciudad                             | Estadio                            | Capacidad |
| CSD Zacapa Tellioz   | Roberto Gamarra      | Zacapa, Zacapa                     | David Ordóñez Bardales             | 8 500     |
| CSD Carchá           | Diego Cerutti        | San Pedro Carchá, Alta Verapaz     | Juan Ramón Ponce Guay              | 4 406     |
| CSD Mictlán          | José Garnica         | Asunción Mita, Jutiapa             | La Asunción                        | 5 000     |
| CSD Mixco            | Julio Gómez          | Mixco, Guatemala                   | Santo Domingo                      | 1 000     |
| CSD Sayaxché         | Melvin Véliz         | Sayaxché, Petén                    | La Pasión                          | 4 000     |

## Clasificación

### Grupo A: Occidente
|                                           | Pos. | Equipos              | PJ | PG | PE | PP | GF | GC | Dif. | PTS | Clasificación    |
| ----------------------------------------- | ---- | -------------------- | -- | -- | -- | -- | -- | -- | ---- | --- | ---------------- |
|                                           | 1º   | Quiché               | 8  | 5  | 1  | 2  | 9  | 6  | +3   | 16  | Cuartos de final |
|                                           | 2°   | Plataneros La Blanca | 8  | 3  | 2  | 3  | 13 | 12 | +1   | 11  | Cuartos de final |
|                                           | 3°   | Xinabajul-Huehue     | 8  | 3  | 2  | 3  | 8  | 7  | +1   | 11  |                  |
|                                           | 4°   | Marquense            | 8  | 3  | 2  | 3  | 10 | 11 | -1   | 11  |                  |
|                                           | 5°   | San Pedro            | 8  | 1  | 3  | 4  | 5  | 9  | -4   | 6   |                  |
| Última actualización: 18 de abril de 2021 |      |                      |    |    |    |    |    |    |      |     |                  |

### Grupo B: Suroccidente
|                                           | Pos. | Equipos          | PJ | PG | PE | PP | GF | GC | Dif. | PTS | Clasificación    |
| ----------------------------------------- | ---- | ---------------- | -- | -- | -- | -- | -- | -- | ---- | --- | ---------------- |
|                                           | 1º   | Nueva Concepción | 8  | 4  | 3  | 1  | 10 | 7  | +3   | 15  | Cuartos de final |
|                                           | 2°   | Suchitepéquez    | 8  | 3  | 3  | 2  | 10 | 7  | +3   | 12  | Cuartos de final |
|                                           | 3°   | Coatepecano I.B. | 8  | 3  | 2  | 3  | 9  | 8  | +1   | 11  |                  |
|                                           | 4°   | Sololá           | 8  | 2  | 3  | 3  | 6  | 6  | 0    | 9   |                  |
|                                           | 5°   | Puerto San José  | 8  | 0  | 5  | 3  | 3  | 10 | -7   | 5   |                  |
| Última actualización: 18 de abril de 2021 |      |                  |    |    |    |    |    |    |      |     |                  |

### Grupo C: Centro-Sur
|                                           | Pos. | Equipos              | PJ | PG | PE | PP | GF | GC | Dif. | PTS | Clasificación    |
| ----------------------------------------- | ---- | -------------------- | -- | -- | -- | -- | -- | -- | ---- | --- | ---------------- |
|                                           | 1º   | Comunicaciones B     | 8  | 5  | 2  | 1  | 14 | 4  | +10  | 17  | Cuartos de final |
|                                           | 2°   | Chimaltenango        | 8  | 3  | 4  | 1  | 7  | 6  | +1   | 13  | Cuartos de final |
|                                           | 3°   | Aurora               | 8  | 3  | 3  | 2  | 8  | 6  | +2   | 12  |                  |
|                                           | 4°   | Naranjeros Escuintla | 8  | 3  | 1  | 4  | 9  | 7  | +2   | 10  |                  |
|                                           | 5°   | Petapa               | 8  | 1  | 0  | 7  | 5  | 20 | -15  | 3   |                  |
| Última actualización: 18 de abril de 2021 |      |                      |    |    |    |    |    |    |      |     |                  |

### Grupo D: Centro-Oriente-Norte
|                                           | Pos. | Equipos        | PJ | PG | PE | PP | GF | GC | Dif. | PTS | Clasificación    |
| ----------------------------------------- | ---- | -------------- | -- | -- | -- | -- | -- | -- | ---- | --- | ---------------- |
|                                           | 1º   | Mictlán        | 8  | 4  | 4  | 0  | 11 | 6  | +5   | 16  | Cuartos de final |
|                                           | 2°   | Mixco          | 8  | 4  | 2  | 2  | 10 | 5  | +5   | 14  | Cuartos de final |
|                                           | 3°   | Zacapa Tellioz | 8  | 3  | 2  | 3  | 6  | 4  | +2   | 11  |                  |
|                                           | 4°   | Carchá         | 8  | 2  | 1  | 5  | 7  | 16 | -9   | 7   |                  |
|                                           | 5°   | Sayaxché       | 8  | 1  | 3  | 4  | 6  | 9  | -3   | 6   |                  |
| Última actualización: 18 de abril de 2021 |      |                |    |    |    |    |    |    |      |     |                  |

## Fase Final

### Cuartos de final
| Fechas           | Local en la ida  | Global | Local en la vuelta | Ida   | Vuelta |
| ---------------- | ---------------- | ------ | ------------------ | ----- | ------ |
| 21 y 24 de abril | Chimaltenango    | 1 - 2  | Quiché             | 1 - 1 | 0 - 1  |
| 21 y 24 de abril | Xinabajul-Huehue | 1 - 3  | Comunicaciones B   | 0 - 0 | 1 - 3  |
| 21 y 25 de abril | Mixco            | 1 - 5  | Nueva Concepción   | 1 - 1 | 0 - 4  |
| 22 y 25 de abril | Suchitepéquez    | 2 - 6  | Mictlán            | 2 - 1 | 0 - 5  |

### Semifinales
| Fechas                  | Local en la ida  | Global    | Local en la vuelta | Ida   | Vuelta |
| ----------------------- | ---------------- | --------- | ------------------ | ----- | ------ |
| 28 de abril y 2 de mayo | Quiché           | 3 - 2     | Mictlán            | 2 - 1 | 1 - 1  |
| 29 de abril y 2 de mayo | Nueva Concepción | 4 (5-4) 4 | Comunicaciones B   | 2 - 3 | 2 - 1  |

### Final
| Fechas        | Local en la ida  | Global | Local en la vuelta | Ida   | Vuelta |
| ------------- | ---------------- | ------ | ------------------ | ----- | ------ |
| 6 y 9 de mayo | Nueva Concepción | 1 - 2  | Quiché             | 1 - 0 | 0 - 2  |

### Campeón
|           |
| Quiché FC |

## Ascensos y descensos

### Tabla de descenso
|                                           | Pos. | Equipos              | PJ | PG | PE | PP | GF | GC | Dif. | PTS | Clasificación                |
| ----------------------------------------- | ---- | -------------------- | -- | -- | -- | -- | -- | -- | ---- | --- | ---------------------------- |
|                                           | 1º   | Mixco                | 16 | 11 | 2  | 3  | 28 | 13 | +15  | 35  |                              |
|                                           | 2°   | Mictlán              | 16 | 7  | 7  | 2  | 19 | 13 | +6   | 28  |                              |
|                                           | 3°   | Naranjeros Escuintla | 16 | 7  | 5  | 4  | 18 | 9  | +9   | 26  |                              |
|                                           | 4°   | Suchitepéquez        | 16 | 6  | 6  | 4  | 23 | 13 | +10  | 24  |                              |
|                                           | 5°   | Comunicaciones B     | 16 | 7  | 3  | 6  | 20 | 17 | +3   | 24  |                              |
|                                           | 6°   | Marquense            | 16 | 6  | 6  | 4  | 17 | 15 | +2   | 23  |                              |
|                                           | 7°   | Chimaltenango        | 16 | 6  | 6  | 4  | 11 | 10 | +1   | 24  |                              |
|                                           | 8°   | Aurora               | 16 | 6  | 5  | 5  | 11 | 13 | -2   | 23  |                              |
|                                           | 9°   | Quiché               | 16 | 6  | 5  | 5  | 11 | 13 | -2   | 23  |                              |
|                                           | 10°  | Xinabajul-Huehue     | 16 | 6  | 4  | 6  | 17 | 18 | -1   | 22  |                              |
|                                           | 11°  | Sololá               | 16 | 6  | 4  | 6  | 17 | 18 | -1   | 22  |                              |
|                                           | 12°  | Nueva Concepción     | 16 | 5  | 6  | 5  | 18 | 23 | -5   | 21  |                              |
|                                           | 13°  | Coatepecano I.B.     | 16 | 5  | 5  | 6  | 13 | 15 | -2   | 20  |                              |
|                                           | 14°  | San Pedro            | 16 | 4  | 7  | 5  | 17 | 14 | +3   | 19  |                              |
|                                           | 15°  | Zacapa Tellioz       | 16 | 5  | 4  | 7  | 13 | 14 | -1   | 19  |                              |
|                                           | 16°  | Puerto San José      | 16 | 3  | 9  | 4  | 14 | 16 | -2   | 18  |                              |
|                                           | 17°  | Plataneros La Blanca | 16 | 4  | 6  | 6  | 18 | 23 | -5   | 18  | Repechaje por la permanencia |
|                                           | 18°  | Sayaxché             | 16 | 4  | 4  | 8  | 17 | 22 | -5   | 16  | Repechaje por la permanencia |
|                                           | 19°  | Carchá               | 16 | 3  | 3  | 10 | 14 | 29 | -15  | 12  | Segunda División 2021-22     |
|                                           | 20°  | Petapa               | 16 | 3  | 3  | 10 | 12 | 27 | -15  | 12  | Segunda División 2021-22     |
| Última actualización: 18 de abril de 2021 |      |                      |    |    |    |    |    |    |      |     |                              |

### Repechaje por la permanencia
| Fechas                                     | Puesto 17°           | Resultado | Puesto 18° |
| ------------------------------------------ | -------------------- | --------- | ---------- |
| 24 de abril de 2021 - Estadio del Ejército | Plataneros La Blanca | 1 - 0     | Sayaxché   |

### Partidos por el ascenso
| Fechas                                 | Campeones | Resultado    | Subcampeones     |
| -------------------------------------- | --------- | ------------ | ---------------- |
| 15 de mayo de 2021 - Estadio Pensativo | Quiché    | 1 (4 - 5p) 1 | Sololá           |
| 15 de mayo de 2021 - Estadio Pensativo | Aurora    | 0 - 1        | Nueva Concepción |

### Ascendidos a laLiga Nacional 2021-22
| 600px_upper_Yellow_HEX-FFE71E_lower_Green_HEX-5E9A4D | 600px_Yellow_HEX-FED10A_Green_HEX-058B05 |
| Sololá                                               | Nueva Concepción                         |

### Descendidos
|          |        |        |
| Sayaxché | Carchá | Petapa |

- Datos: Q110164108